# Клад из Нойпотца

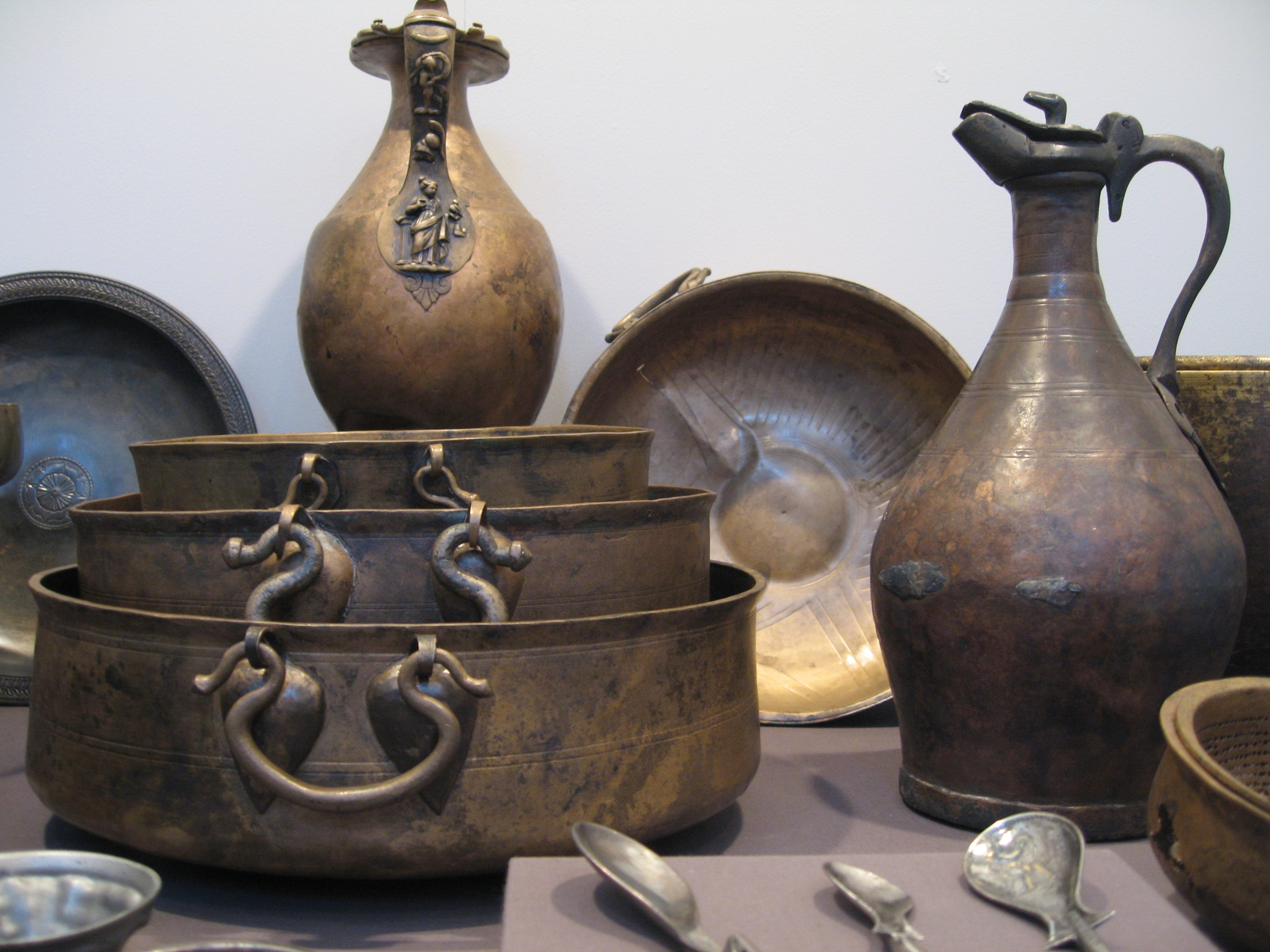
Римская посуда из Нойпотца

Клад из Нойпотца (нем.  Hortfund von Neupotz) — обнаруженный при земляных работах по старому руслу Рейна в период с 1967 по 1997 годы клад из 1062 предметов, и являющийся крупнейшей в Европе находкой древнеримских металлических изделий. Клад был найден при добыче гравия экскаватором в старом русле реки близ города Нойпотц в немецкой земле Рейнланд-Пфальц.

## Общие сведения
Находка была во владении хозяев разработок гравия в районе Нойпотца, братьев Кун. В 2016 году они передали её на хранение в берлинский Музей ранней и древней истории, в настоящее время предметы из этого клада выставлены для обозрения в Новом музее (Берлин).
Несмотря на то, что некоторые части клада относятся к различным эпохам, общий анализ находки позволяет отнести её к части добычи, полученной в результате набега отрядов алеманнов на римскую территорию в 260 году н. э. В 260 году н.э. на территорию римской Галлии, независимо друг от друга и двигаясь различными маршрутами, совершили нападения с целью грабежей алеманны, ютунги и франки. По всей видимости, группа германцев, перевозившая добытые при нападении на левый берег Рейна ценности, была при переправе через Рейн настигнута римским военным лодочным патрулём. В результате эта часть «варварского сокровища» оказалась затопленной в Рейне.
Место обнаружения клада находится к юго-востоку от городка Нойпотц, посреди старого русла Рейна. Определение возраста находки основывается на обнаруженных среди прочего 39 древнеримских монетах, младшая из поторых была отчеканена при императоре Пробе, относящейся к 277/278 годам н. э. В то же время есть мнение, что эта монета попала в места находок случайно, и что «варварское сокровище» было потеряно алеманнами в 259/260 годах н. э., когда происходили многочисленные походы германцев на Римскую империю, приведшие к прорыву верхне-германско — ретийского защитного лимеса . К данному периоду относятся и все остальные найденные римские монеты. Всего же в настоящее время известно 18 находок подобного рода, относящихся к III веку н. э. и извлечённых баггерами при водных и земляных работах по среднему течению Рейна.
Общий вес клада из Нойпотца составляет около 700 килограммов и состоит в основном из металлических изделий из серебра (10 килограммов), предметов из сплавов на основе меди (203 килограмма) и железных предметов (513 килограммов). Это является свидетельством в первую очередь того, что ввиду нехватки металлов в германских областях при набегах на римские области к вывозу предпочтительны были именно такие предметы. Доказательством потребности именно в металле является и то, что перед переправой через Рейн часть металлических изделий была разломана и разобрана на куски. К вывезенной и римского левобережья Рейна добыче германцами относится и большое количество металлической посуды. К ней относятся и 4 гигантских бронзовых котла, в которые была уложена бронзовая посуда более мелкая — кухонная, столовая и предназначенная для напитков. Изделия из железа представлены в основном рабочими инструментами и приборами, частями колесниц и повозок, конной сбруей и замками. Примечательно также, что в составе «добычи» находились различного вида кандалы.
Находка из Нойпотца содержит по меньшей мере четыре предмета, относящихся к более ранней, до-римской эпохе, это оружие и сосуды, которые не принадлежат к античному времени. По мнению исследователей, эти вещи могли быть частью почитавшегося германцами «культа предков» и являться священными при проведении ими каких-либо религиозных обрядов. Также в месте находки были обнаружены 21 предмет более позднего происхождения, в частности ранне-средневековое и франкское оружие. Данные изделия, по всей видимости, не относятся к кладу и оказались в этой части Рейна случайно.

## Галерея

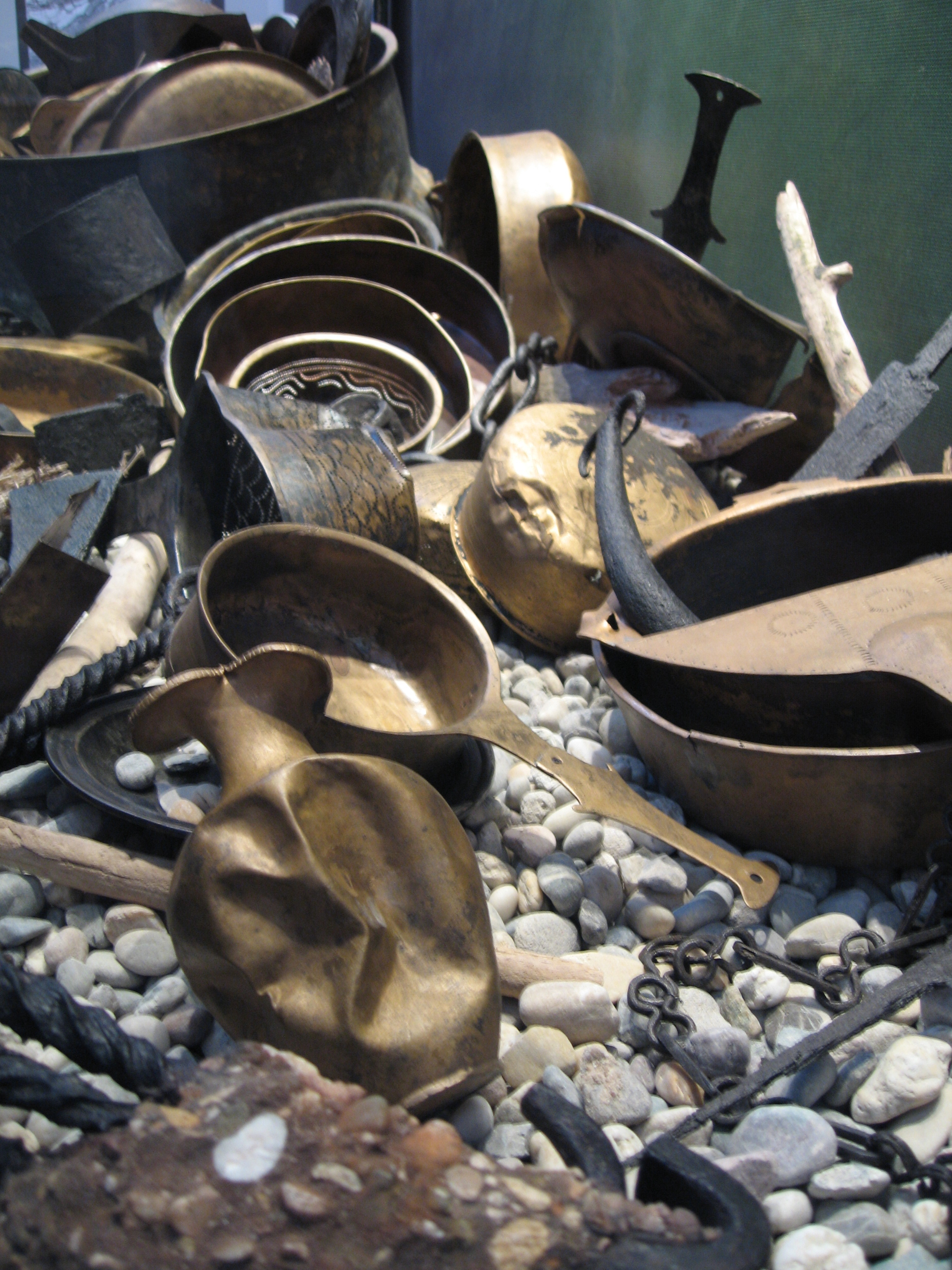
Реконструкция находки
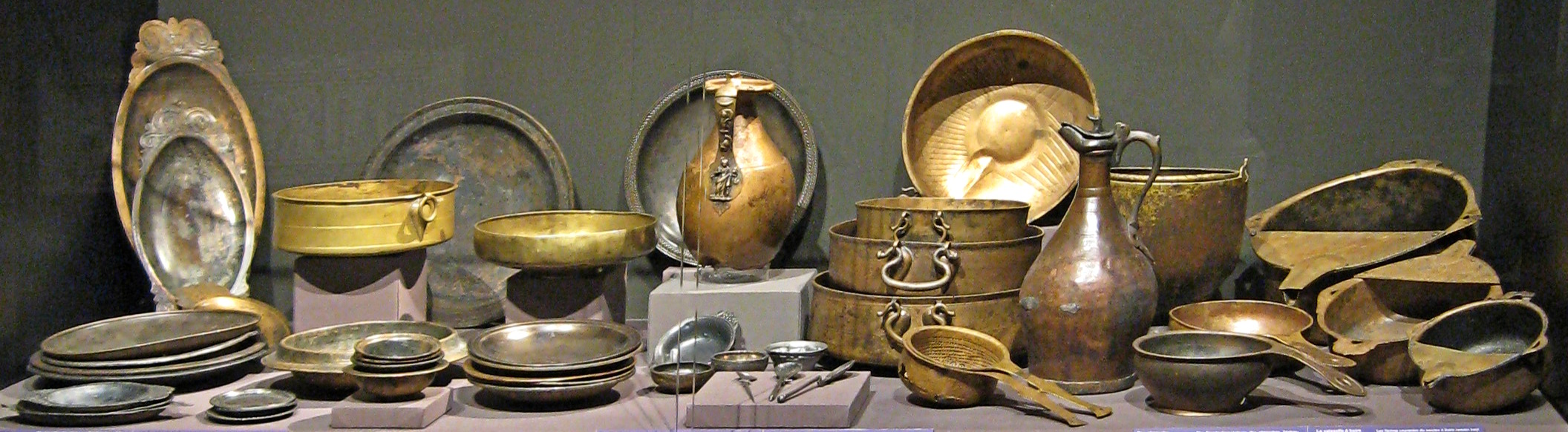
Посуда из клада
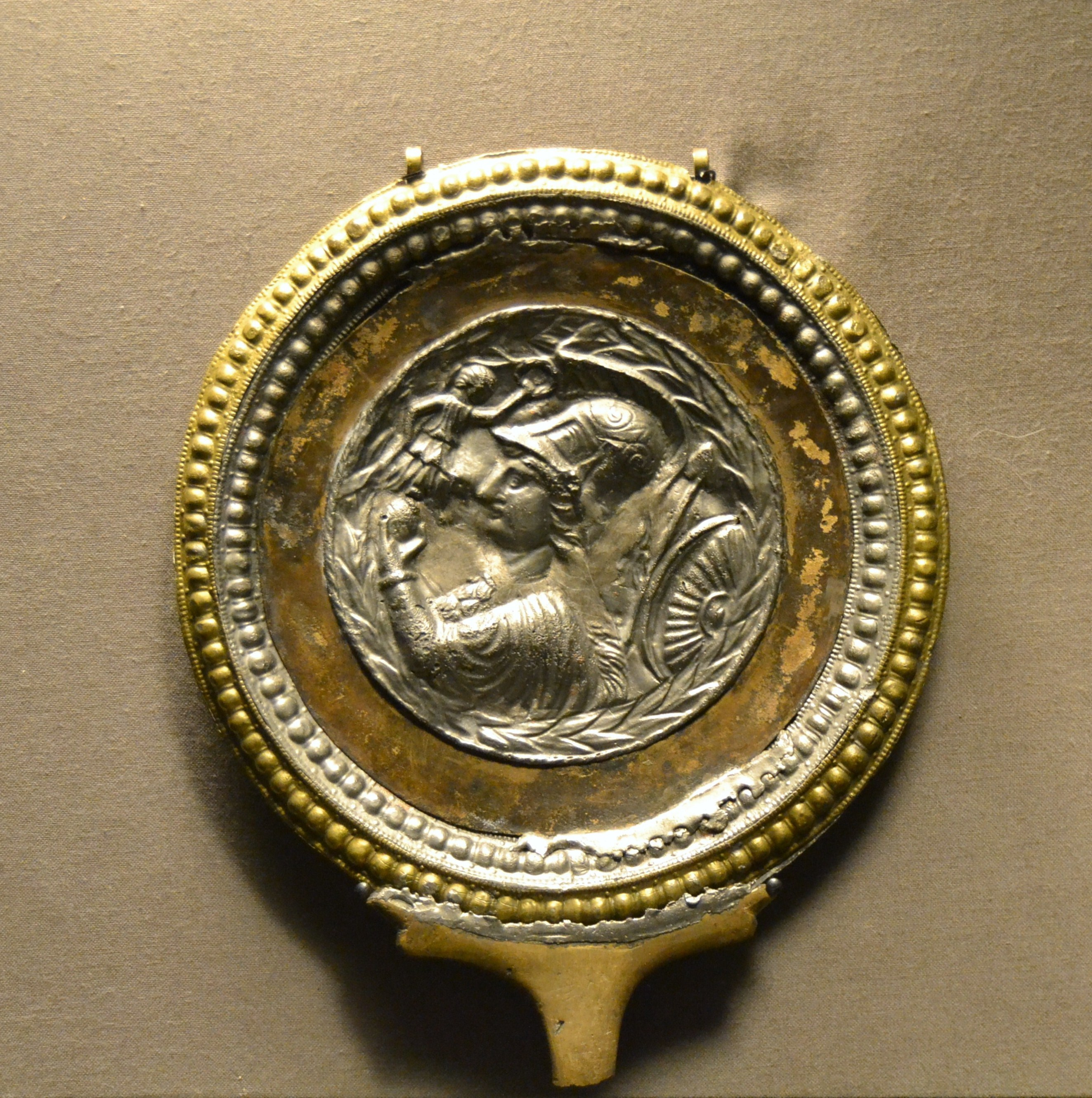
Зеркало с изображением Минервы
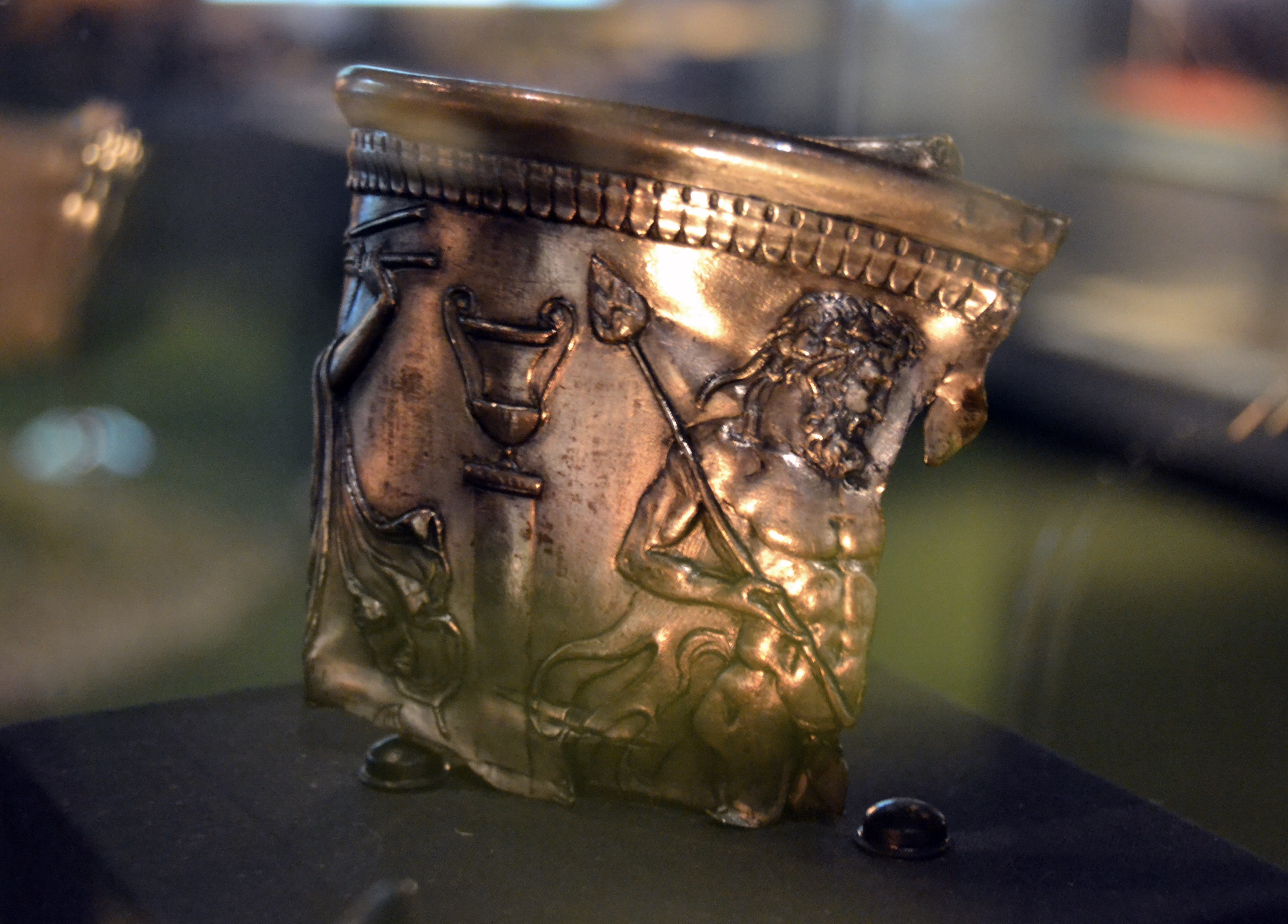
Кубок с изображением сатира.
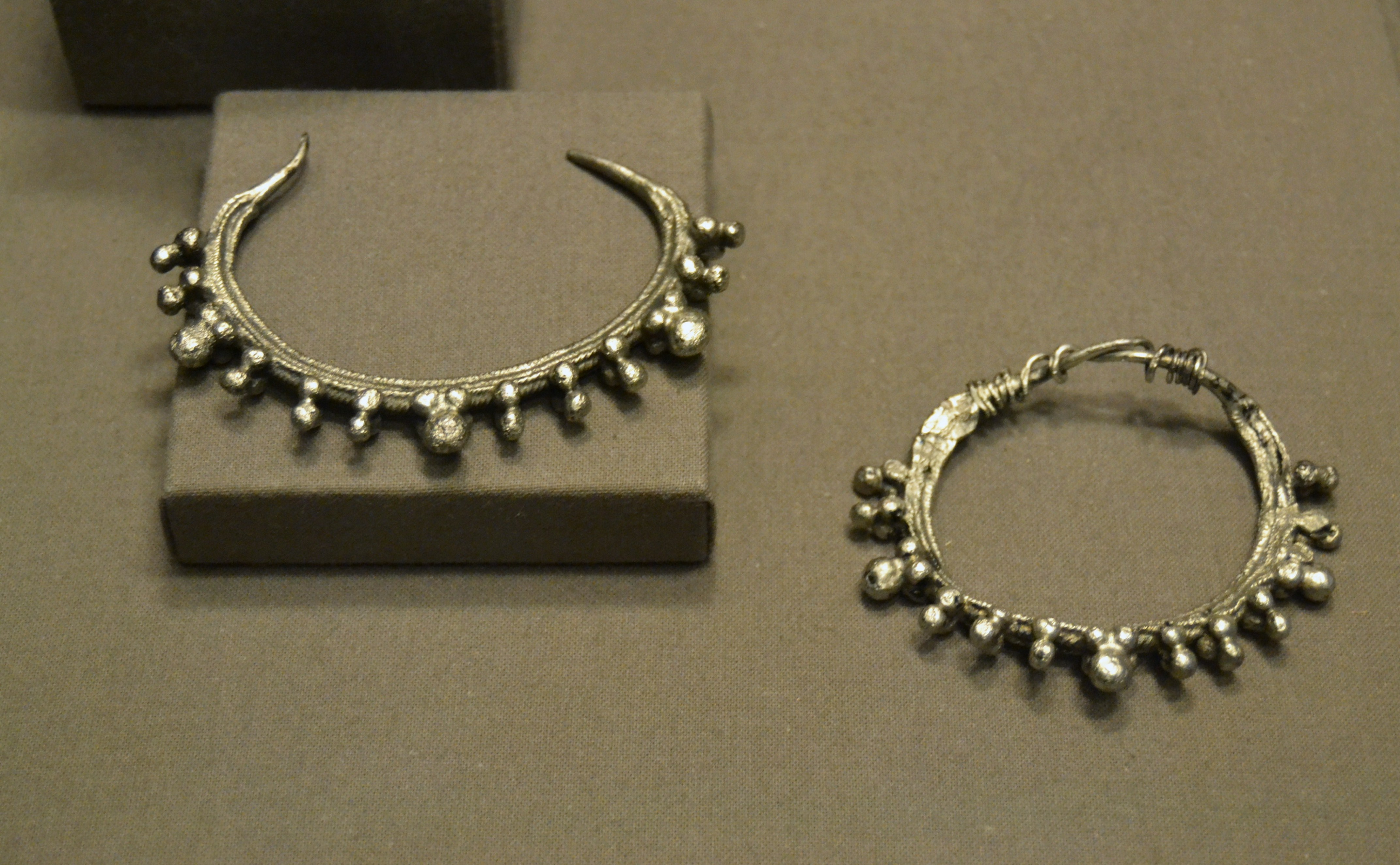
Ожерелья из клада